# Co Cholung
Co Cholung (kinesiska: Cuo Chuolong, 错戳龙) är en sjö i Kina. Den ligger i den autonoma regionen Tibet, i den sydvästra delen av landet, omkring 570 kilometer väster om regionhuvudstaden Lhasa. Trakten runt Co Cholung består i huvudsak av gräsmarker.
Genomsnittlig årsnederbörd är 608 millimeter. Den regnigaste månaden är augusti, med i genomsnitt 125 mm nederbörd, och den torraste är november, med 8 mm nederbörd.